# Codex Vaticanus

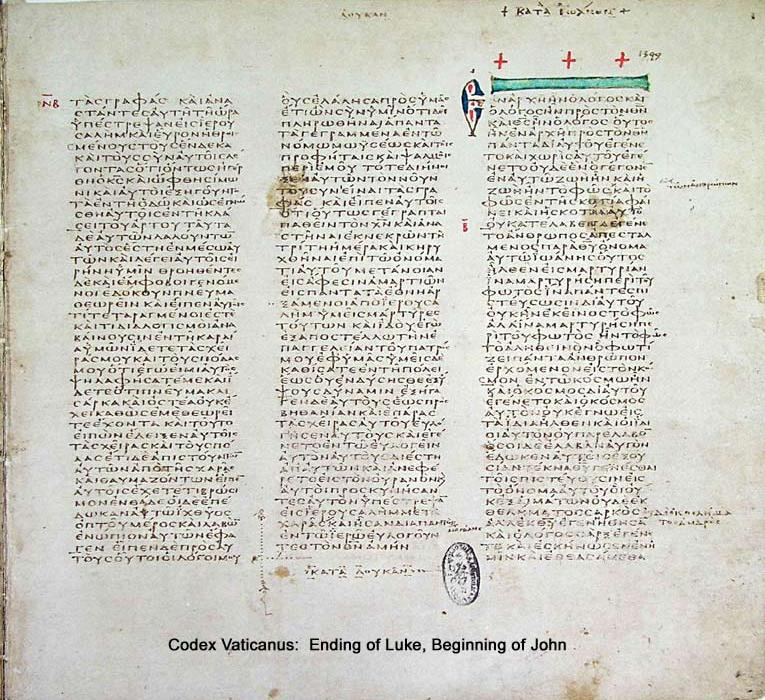

Codex Vaticanus (Gregory-Aland no. B sau 03) este un manuscris în limba greacă al Bibliei datând din secolul al IV-lea. El nu cuprinde versetele Marcu 16:9-20, pe care textologii le consideră apocrife. Codex Vaticanus nu cuprinde nici pilda cu femeia prinsă în preacurvie din Evanghelia după Ioan (7,53-8,11) și nici referința la Sfânta Treime din 1 Ioan 5:7-8.
Manuscrisul are 27 de centimetri înălțime și 27 centimetri lățime.